# Dasyophthalma donckieri
Dasyophthalma donckieri är en fjärilsart som beskrevs av James John Joicey och Talbot 1922. Dasyophthalma donckieri ingår i släktet Dasyophthalma och familjen praktfjärilar. Inga underarter finns listade i Catalogue of Life.